# خلنج باتشيلور
خلنج باتشيلور (بالإنجليزية: Erica Batchelor)‏ هي متزلجة فنية بريطانية، ولدت في 10 أغسطس 1933 في بول في المملكة المتحدة.

## وصلات خارجية
- خلنج باتشيلور على موقع أوليمبيديا (الإنجليزية)
- خلنج باتشيلور على موقع اللجنة الأولمبية البريطانية (الإنجليزية)